# ジャンフランコ・マッテオーリ
ジャンフランコ・マッテオーリ（Gianfranco Matteoli, 1959年4月21日 - ）は、イタリア・ヌーオロ出身の元サッカー選手。

## 経歴
1986-87シーズンからの4シーズンをインテルでほぼレギュラーとして過ごし、セリエA優勝などを成し遂げた。インテルでの4シーズンでの通算成績は166試合8ゴール。イタリアU-21代表を経て、1986年から1987年にかけてイタリア代表として6試合に出場した。
1994-95シーズン、ペルージャでキャリアを終えた。

## タイトル
インテル
- セリエA : 1988-89
- スーペルコッパ・イタリアーナ : 1989

コモ
- セリエC : 1978-79